# Șerbănești (gmina Rociu)
Șerbănești – wieś w Rumunii, w okręgu Ardżesz, w gminie Rociu. W 2011 roku liczyła 955 mieszkańców.